# Гізай Олександр Олександрович
Олександр Олександрович Гізай (16 жовтня 1964; Дебальцеве, Українська РСР, СРСР — 2 червня 2014; Луганськ
, Україна) — історик, педагог та громадський діяч. Один із найстаріших пошуковців України, керівник та голова правління військово-патріотичного об'єднання «Каскад», секретар регіональної міжвідомчої комісії у справах увічнення пам'яті жертв війни та політичних репресій при Луганській обласній державній адміністрації. Ветеран Афганської війни.

## Біографія
Народився 16 жовтня 1964 року в місті Дебальцевому Донецької області. Навчався у середній школі № 21 у селищі Вергулівка, що входить до складу міста Брянка Луганської області. Після закінчення школи працював на шахті. У 1982 році був призваний до лав Збройних сил СРСР. Службу проходив у складі десантно-штурмової маневревої групи (ДШМГ) 67-го Кара-Калинського прикордонного загону у складі обмеженого контингенту радянських військ у Демократичній Республіці Афганістан.
Повернувшись із військової служби, навчався на історичному факультеті Луганського державного педагогічного інституту імені Тараса Шевченка. Після закінчення інституту працював у Луганському ліцеї іноземних мов як викладач історії та військової справи. Одночасно вів велику та різноманітну громадську роботу, основний зміст якої, за словами екс-губернатора Луганської області В. Пристюка, зводилося до того, що О. Гізай «завжди намагався допомагати людям — реальними справами».
У 2014 році, після початку протестів на Південному Сході України, Гізай став прихильником самопроголошеної Луганської Народної Республіки. Був активістом Червоного хреста. За свідченнями його учнів, зброї в руки не брав, не бажаючи «бруднитись удруге об цю війну».
Загинув 2 червня 2014 року під час авіаудару по будівлі обласної державної адміністрації. Авіаналіт застав О. Гізая, коли він йшов на зустріч зі своєю дружиною, яка, будучи заступником командира загону першої допомоги Червоного Хреста, у цей час брала участь у зйомках телепередачі з навчання населення навичкам надання першої допомоги.
Похований 4 червня у Луганську. На церемонію прощання з О. О. Гізаєм прийшли кілька тисяч мешканців Луганська. У ньому взяли участь голова обласної Ради В. Голенко, його заступники, ексгубернатор В. Пристюк, інші керівники міста та області та депутати.

## Громадська діяльність
Громадська діяльність О. Гізая почалася ще в студентські роки, коли він у складі студентського педагогічного загону «Іскра» займався перевихованням важких підлітків. Стандартні методи роботи загону здавалися О. Гізаю малоефективними, і, маючи власні педагогічні погляди, він невдовзі перейшов до самостійної роботи, організувавши підлітковий клуб. «Загін студентів та підлітків ім. Макаренка», який очолював О. Гізай, у 1987 році посів перше місце в області серед сільгоспзагонів.
1986 року на базі клубу було створено військово-патріотичне об'єднання «Каскад», беззмінним керівником якого О. Гізай був аж до своєї загибелі. Офіційно об'єднання було зареєстроване 1990-го року.
Один із напрямів роботи «Каскаду» було пов'язане з Афганською війною. «Каскад» багаторазово брав участь у Всесоюзних та Всеукраїнських зборах воїнів-інтернаціоналістів, він організовував «Каравани Пам'яті» містами та районами Луганської області, проводив пісенні фестивалі та інші акції, призначені для збору коштів, необхідних для створення пам'ятного знаку землякам, які загинули в Афганістані, підготував пісенну збірку «У цих пісень є душа». Спільно з Луганським обласним краєзнавчим музеєм організував виставку «Долі, обпалені війною».
Наприкінці 1980-х завдяки сприянню Київського військового округу, яким командував у ті роки генерал Б. Громов, «Каскад» отримав військове спорядження, включаючи армійські міношукачі. З того часу розпочалася пошукова робота об'єднання.
Пошукова робота, очолювана О. Гізаєм, мала комплексний характер і велася безперервно. Кожному перепохованню знайдених останків передувала велика попередня робота: вивчення публікацій у ЗМІ, праць істориків та архівних документів, розвідка на місцевості, бесіди з місцевими жителями.
Загалом за час роботи під керівництвом О. Гізая було організовано та проведено понад 500 пошукових експедицій на території 119 населених пунктів 23 міст та районів Луганської області. Пошуковцям вдалося знайти та перепоховати останки 1621 солдата РСЧА, який загинув за часів Німецько-радянської війни 1941—1945, встановити особи 226 осіб, знайти родичів 13 воїнів. Відомості про виявлені червоноармійці наведені в книзі «Імена з солдатських медальйонів».
Іншим великим напрямком О. Гізая стало надання різноманітної допомоги бездомним, ув'язненим і звільненим із місць позбавлення волі.
Він брав участь у реалізації міжнародного проекту UCAN «Міська програма для осіб без постійного проживання», що фінансувався Агентством США з міжнародного розвитку. Багаторазово відвідував виправні колонії, де розповідав ув'язненим про їхні права, а також допомагав тим, хто звільняється, з оформленням документів, пошуком роботи та адаптації до нових умов життя. Організував проведення в обласному краєзнавчому музеї художньої виставки робіт, виконаних ув'язненими, які перебувають у місцях позбавлення волі.

Громадська діяльність О. Гізая привертала увагу засобів масової інформації. Міські та обласні ЗМІ брали в нього інтерв'ю, розповідали про нього та його роботу, а обласна телекомпанія ЛОТ присвячувала йому окремі передачі. Ексгубернатор Луганської області В. Прістюк писав про О. Гізая та його громадську діяльність:
«Саша буквально горів своїми ідеями та заражав цим вогнем інших. <…> Він завжди намагався комусь допомогти — і особливо тим, хто потрапив у біду, від кого відвернулися інші. <…> Пошуковий загін „Каскад“, який створив та очолював Саша — гордість Луганської області».

## Нагороди та заохочення
У 2011 році О. Гізай указом Президента України нагороджений орденом «За заслуги» 3-го ступеня, за пошукову роботу він отримав орден та грамоту Української православної церкви (Московського Патріархату) від Митрополита Володимира, нагороджений медаллю «За заслуги перед Луганщиною» 3-й ступеня, мав грамоти Міністерств оборони України, Білорусі, Росії та велику кількість інших відмітних знаків та подяк.

## Родина
О. Гізай був одружений, мав двох дочок. Його дружина — Світлана Федорівна — керівник соціальних програм «Каскада». Обидві доньки з ранніх років також брали участь у пошукових роботах. Про свою сім'ю в одному з інтерв'ю Олександр Гізай сказав: «Моя сім'я завжди зі мною. І дружина та дві доньки не лише поділяють мої погляди, а й реально допомагають у пошукових операціях. Дружина також займається питаннями адаптації та ресоціалізації колишніх ув'язнених. Моя старша дочка філігранно володіє щупом, за допомогою якого зондується ґрунт перед розкопкою, а молодша з 7-річного віку їздить зі мною на вахти».